# Aspalatina
L'Aspalatina (o Aspalathina) és la principal calcona de la fulla del rooibos (Aspalathus linearis, Fabaceae), més precisament és un heteròsid de flavonoïde, constituït de dues parts (hexosa-flavonoide) unides per un enllaç simple entre carbonis, constituït de dues parts:
- una part osídica: la glucosa;
- una part aglucona (o genina): una dihidrocalcona.

L'aglucona és lligada a la part flavonoide per un àtom de carboni enllaçat a un àtom d'oxigen (O-heteròsid).
Aquest flavonoide és present en més forta quantitat al rooibos verd (no fermentat) i és coneguda per a les seves virtuts antioxidants.
L'aspalatina, que és similar en llur estructura a la notofagina, és oxidada en el moment de la fermentació del rooibos en dihidroiso-orientina.
El nom científic de l'aspalatina és: 2',3,4,4',6'-pentahidroxi-3-C-β-D-glucopiranosildihidrocalcona.